# Anglicisation
 (juillet 2021).

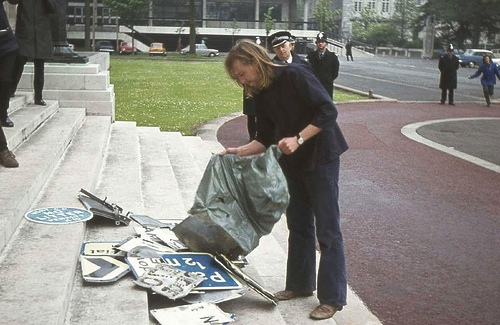
Des manifestants jettent des panneaux routiers sur les marches du bureau gallois de Cathays Park, à Cardiff, pour protester contre l’anglicisation des panneaux de signalisation au Pays de Galles

Le terme anglicisation correspond au processus par lequel un mot, une culture ou un individu deviennent anglais. Par exemple, un immigrant en Grande-Bretagne est dit anglicisé dès lors qu'il a adopté la culture britannique. L'usage le plus courant cependant correspond au contexte linguistique : une langue est dite anglicisée lorsqu'elle s'apparente plus à la langue anglaise.
Le terme anglicisation peut aussi renvoyer à la perte de la langue locale au profit de la langue anglaise.

## L’anglicisation sur le plan linguistique
Il existe deux sortes d'anglicisation linguistique : l'anglicisation de mots étrangers à la langue anglaise, qui viennent s'y incorporer, et l'anglicisation de langues étrangères au travers de l'introduction de mots anglais (voir anglicisme).

## Anglicisation en anglais

### Emprunts linguistiques
- Les mots empruntés à d'autres langues peuvent être anglicisés pour changer de forme et de prononciation de manière à faciliter leur prononciation par des locuteurs anglophones. Par exemple, le mot grec aeroplano fut importé en anglais américain sous la forme moderne airplane[1].
- Le changement des terminaisons de cet ordre est fréquent dans chaque cas d'importation de mots d'une langue étrangère dans une langue de référence. De même, le mot anglais damsel[2] constitue une anglicisation du français demoiselle. L'anglicisation de mots français provient de la conquête de l'Angleterre effectuée par Guillaume.
- Une troisième forme courante de retouche concerne l'ajout de l'article du mot étranger en tant que préfixe du nom anglicisé (c'est le cas pour algebra[3] depuis l'arabe ou Lavolta[4] depuis l'italien).

### Noms propres
- Les noms propres en anglais sont habituellement anglicisés. Par exemple, la ville italienne de Naples (Napoli), en anglais Naples ; la ville allemande de Munich (München), en anglais Munich ; et la ville néerlandaise de La Haye (Den Haag), en anglais The Hague. Une telle anglicisation était autrefois universelle : presque tous les noms de villes et de personnages de la littérature anglaise jusqu’au milieu du XXe siècle étaient anglicisés. Vers la fin du XXe siècle, cependant, un usage direct de noms non-anglais dans la langue anglaise commença à se faire plus habituel. En ce qui concerne les langues qui utilisent le même alphabet latin que l’anglais, les noms (substantifs) sont aujourd’hui généralement écrits en anglais avec l’orthographe originale, même souvent avec des signes diacritiques qui n’existent normalement pas en anglais, comme dans fiancée ou cliché. Par rapport aux langues qui utilisent des alphabets non-latins, comme les alphabets arabe, cyrillique ou grec, une translittération est spécialement utilisée, afin de rester plus fidèle à l'orthographe originale plutôt qu’aux normes de l’anglais.

- Cette anglicisation est devenue un sujet de fierté nationale dans certaines parties du monde, spécialement dans les régions qui ont un jour été sous une autorité coloniale et où les vestiges de la domination culturelle européenne sont un sujet délicat. En conséquence, l’usage des noms anglicisés a été officiellement découragé : Pékin est devenue Beijing en Chine et, en Inde, Bombay s’appelle maintenant Mumbai. Dans d’autres cas, où la fierté nationale n’entre pas en jeu, les noms anglicisés établis sont restés d’usage. C’est le cas de (en anglais) Munich, Naples, Rome, Athens, et d’autres villes d’Europe de l’Ouest dont les noms sont anglicisés depuis des siècles.

- Parfois, un toponyme peut sembler anglicisé alors qu’il ne l’est pas, comme lorsque la forme utilisée en anglais est une ancienne forme qui a été changée. Par exemple, Turin, dans le Piémont, en Italie, est appelé Turin dans la langue piémontaise originale, mais est aujourd’hui officiellement appelée Torino en italien.

- Les noms de personnes ont aussi été largement anglicisés, comme l’allemand Johann (John), le russe Piotr (Peter), le grec Giorgos (George) et l’hébreu Yehoshua (Joshua). Pendant les grands flux de migrants de l’Europe vers les États-Unis et la Grande-Bretagne aux XIXe et XXe siècles, les noms de beaucoup d’immigrants ont été changés. Les légendes urbaines racontent que c’était souvent dû aux autorités de l’immigration qui entendaient mal, mais c’était plus généralement un effort des immigrés eux-mêmes pour rendre leur nom plus accessible à leurs nouveaux voisins américains ou anglais.

- Les noms de familles ont souvent changé à travers le Royaume-Uni. Un bon exemple serait les noms de familles irlandais : par exemple, Ó Briain est souvent devenu Brian, Ó Rothlain devenait Rowland et Ó Néill devenait O'Neill. Pareillement, des noms écossais ont subi des modifications, comme Somhairle qui devient Sorley, Mac Gill-Eain devient MacLean, et Mac Aoidh devient MacKay. Ceci peut aussi arriver aux figures historiques : Christopher Columbus est la version anglicisée de Cristobal Colón (qui est d'ailleurs la version hispanisée de Cristoforo Colombo)

- Un exemple d’un patronyme anglicisé est le cas d’un Luxembourgeois du XVIIIe siècle appelé Joachim Grün, dont le nom signifie vert en allemand. Quand ses descendants s’implantèrent aux États-Unis au milieu du XIXe siècle, le nom de famille fut changé en Green.

- Un exemple cinématographique d’anglicisation de nom personnel : dans le film The Untouchables, de 1987, un personnage anglicise son nom de Giuseppe à George (alors que l’équivalent anglais serait plutôt Joseph) pour s’intégrer dans la société américaine.

- Aujourd’hui, l’anglicisation d’un nom personnel dépend généralement de la préférence de celui qui porte le nom. Les changements de noms sont moins courants aujourd’hui pour ceux qui émigrent d’Europe aux États-Unis qu’ils le sont pour les personnages venant de pays d’Asie orientale. Par exemple, Xiangyun pourra être anglicisé en Sean car la prononciation est similaire (bien que Sean – ou Seán – soit irlandais et soit une gaélicisation du français normand Jean).

### L’anglicisation dans les autres langues
- Un développement linguistique plus récent est l’anglicisation dans d’autres langues dans lesquelles des mots sont empruntés à l’anglais, rendant ainsi la langue cible plus proche de l’anglais : c’est l’anglicisme. Avec l’augmentation des médias anglophones et la diffusion globale de la culture américaine aux XXe et XXIe siècles, beaucoup de termes anglais ont intégré l’usage populaire dans d’autres langues. Les mots anglais en rapport avec la technologie, internet et les ordinateurs sont particulièrement utilisés et acceptés sur la planète, faute de mots préexistants. Les mots anglais sont parfois adoptés mot à mot, et parfois adaptés à la langue cible par un processus semblable à l’anglicisation. Dans les langues à alphabets non latins, ces mots empruntés à l’anglais peuvent être écrits tels quels, en alphabet latin se mêlant au reste du texte non latins, ou alors ces mots sont transformés par translittération.

- Dans certains pays, cette anglicisation est ressentie comme relativement bénigne, et l’usage de mots anglais peut même prendre un aspect chic, vus comme modernes et avancés. Ceci est spécialement vrai au Japon, où de nombreuses firmes japonaises locales vont jusqu’à utiliser l'anglais (ou du pseudo-anglais) dans le mercatique de noms de marques et de slogans, bien que d’autres langues européennes comme le français soient parfois aussi utilisées. Dans d’autres pays, l’anglicisation est vue de manière beaucoup plus négative – car révélant souvent la domination de la culture américaine –, et des efforts sont faits par des groupes d’intérêt public et par des gouvernements pour inverser la tendance. Par exemple, l’Académie française en France crée des néologismes français pour décrire des inventions technologiques et encourage l’usage de ces mots à la place des mots anglais importés.

## Anglicisation territoriale

### Canada

#### Québec
Pendant plusieurs décennies supérieure à 80 %, la proportion de francophones natifs au Québec est tombée à 78 % en 2016. De 2011 à 2016, le pourcentage de francophones a baissé de 0,5 point en moyenne, ce qui est relativement important selon le chercheur statisticien Charles Castonguay.
L'île de Montréal est un des lieux les plus touchés par l'anglicisation. En 2016, seulement 49,8% des habitants de l'île déclaraient avoir le français comme langue maternelle, contre 50,2% en 2011. Le nombre d'unilingue anglophone entre 2011 et 2017 a augmenté de 1,7%, tandis que le nombre d'unilingue francophone a diminué de 1,7%.

#### Nouveau-Brunswick
Au Nouveau-Brunswick, seule province bilingue (français-anglais) du Canada, on constate un lent déclin de la langue française. En 1971, les Néo-Brunwickois de langue maternelle française (majoritairement des Acadiens) représentaient 33,8% de la population de la province. En 2016, les francophones natifs ne représentaient plus que 31,9% de la population provinciale. Au contraire, le pourcentage de personnes ayant pour langue maternelle l'anglais est resté stable, autour de 65%.
L'utilisation du français à la maison à elle aussi regressée de près de trois points de 1981 à 2016, passant de 31,7% à 28,6%, tandis que l'usage de l'anglais à la maison a augmenté de 2 points, passant à 69,5%. En effet, l'immigration — étant donné que les immigrants se tournent de manière disproportionné plus vers l'anglais que le français — a augmenté l'anglicisation de la province. L'anglicisation de certains francophone est aussi en cause.

#### Canada anglais
En 1971, 17 % des franco-ontariens déclaraient que l'anglais étaient leur langue d'usage à la maison. En 2016, le nombre a grimpé à 34 %.

### Louisiane
Après la vente de la Louisiane en 1803 par la France, les États-Unis prennent possession du territoire. C'est seulement après la guerre de Sécession que la langue anglaise commença à exercer une véritable domination linguistique en Louisiane. Avant la guerre civile, la plupart des anglophones habitaient le territoire nord de l’État mais au fur et à mesure (et surtout postbellum) une société anglophone s’établit dans le sud. En 1921, la Louisiane entrepent une politique d'anglicisation et interdit l'usage du français et de toute autre langue autre que l'anglais. Ce n'est qu'en 1968 que la constitution est modifié afin d'y favoriser l'enseignement du français. Aujourd'hui, il ne reste plus qu'environ 7% de louisianais francophones.